# 드미트리 무라토프
드미트리 안드레예비치 무라토프(Дмитрий Андреевич Муратов, 1961년 10월 30일 ~ )는 러시아의 언론인, TV 진행자, 러시아 신문 노바야 가제타의 편집장이다. 필리핀계 미국인 언론인 마리아 레사와 공동으로 2021년 노벨 평화상을 수상하였다.
사마라 (옛 이름 쿠이비셰프) 출신인 무라토프는 1993년, 다른 여러 언론인들과 함께 친민주주의 신문 노바야 가제타를 공동 창간하였다. 무라토프는 1995년부터 2017년까지 신문사의 편집장을 맡았으며, 2019년 다시 신문사의 편집장이 되었다. 노바야 가제타는 정부 부패 및 인권 침해와 같은 민감한 주제에 관한 보도로 유명하다. 무라토프는 편집장으로서 블라디미르 푸틴 정권을 면밀히 조사한 안나 폴릿콥스카야의 기사를 출간하였다. 언론인보호위원회에 따르면 무라토프는 오늘날 러시아에서 전국민적인 영향력을 지닌 유일하게 진정으로 비판하는 신문을 만드는 데 크게 기여하였다. 무라토프의 논문은 체첸 공화국과 북캅카스에서 벌어지고 있는 인권 유린 상황을 밝히는 데에도 영향을 미쳤다.